# Specklinia mitchellii
Specklinia mitchellii är en orkidéart som först beskrevs av Donald Dungan Dod, och fick sitt nu gällande namn av Carlyle August Luer. Specklinia mitchellii ingår i släktet Specklinia och familjen orkidéer. Inga underarter finns listade i Catalogue of Life.